# Kadek Arel
Kadek Arel, né le 4 avril 2005 à Denpasar, est un footballeur indonésien. Il joue au poste de Défenseur central à Bali United. 

## Biographie

### En club
Le 12 janvier 2023, il signe son premier contrat avec Bali United. Il fait ses débuts professionnels le 7 mars 2023 lors d'un match nul 1-1 contre Persita Tangerang en championnat.

### En sélection
Le 25 novembre 2024, il est convoqué pour la première fois en sélection pour disputer le championnat d'Asie du Sud-Est. Il joue son premier match le 9 décembre contre la Birmanie et marque son premier but trois jours plus tard contre le Laos.